# هان چانگ-یو
هان چانگ-یو (انگلیسی: Han Chang-u؛ زادهٔ ۱۵ فوریهٔ ۱۹۳۱) کارآفرین و سرمایه‌دار اهل ژاپن است، که هم‌اکنون بعنوان مدیرعامل شرکت ماروبن فعالیت می‌نماید.